# Move Your Body
Move Your Body (dt. „Beweg deinen Körper“) ist ein Lied der australischen Singer-Songwriterin Sia aus dem Jahr 2016.

## Entstehung und Veröffentlichung
Das Lied wurde von der Interpretin selbst, zusammen mit Greg Kurstin, geschrieben beziehungsweise komponiert. Kurstin zeichnete darüber hinaus für die Produktion verantwortlich. Das Lied wurde ursprünglich für Shakira geschrieben, welche die Aufnahme jedoch ablehnte. Sia erzählte in einem Interview im Jahr 2015 mit Rolling Stone:

„Eines der Lieder wurde von Shakira abgelehnt, ihr werdet hören, welches das ist, denn ich klinge in diesem wie Shakira.“

Die Erstveröffentlichung von Move Your Body erfolgte als Teil von Sias siebten Studioalbum This Is Acting. Am 31. Oktober 2016 erschien das Lied erstmals als Single, in einer Remixversion von Alan Walker. Es ist bereits die achte Singleauskopplung aus dem Album.

## Inhalt
Die Albumversion von Move Your Body zählt eine Länge von 4:07 Minuten. Die Schnelligkeit liegt bei 128 bpm. Heraus sticht insbesondere der markante, aggressive Kick während der ersten Strophe. Lediglich einige unregelmäßig auftretende Synthesizer-Hintergrundeffekte untermalen Sias Stimme. Zum Einsetzen des Refrain nimmt der Kick ein anderes Design an und eine Reihe an weiterer Synthesizer-Instrumente setzen ein. Rhythmisch basiert das Lied auf einem 4/4-Takt mit einigen rhythmischen Ergänzungen, die innerhalb des Liedes auftreten und teils House- und Trap-Sounds widerspiegeln. Allem in allem vertritt die Albumversion eine Mischung aus Electro-Pop und Dance-Pop.

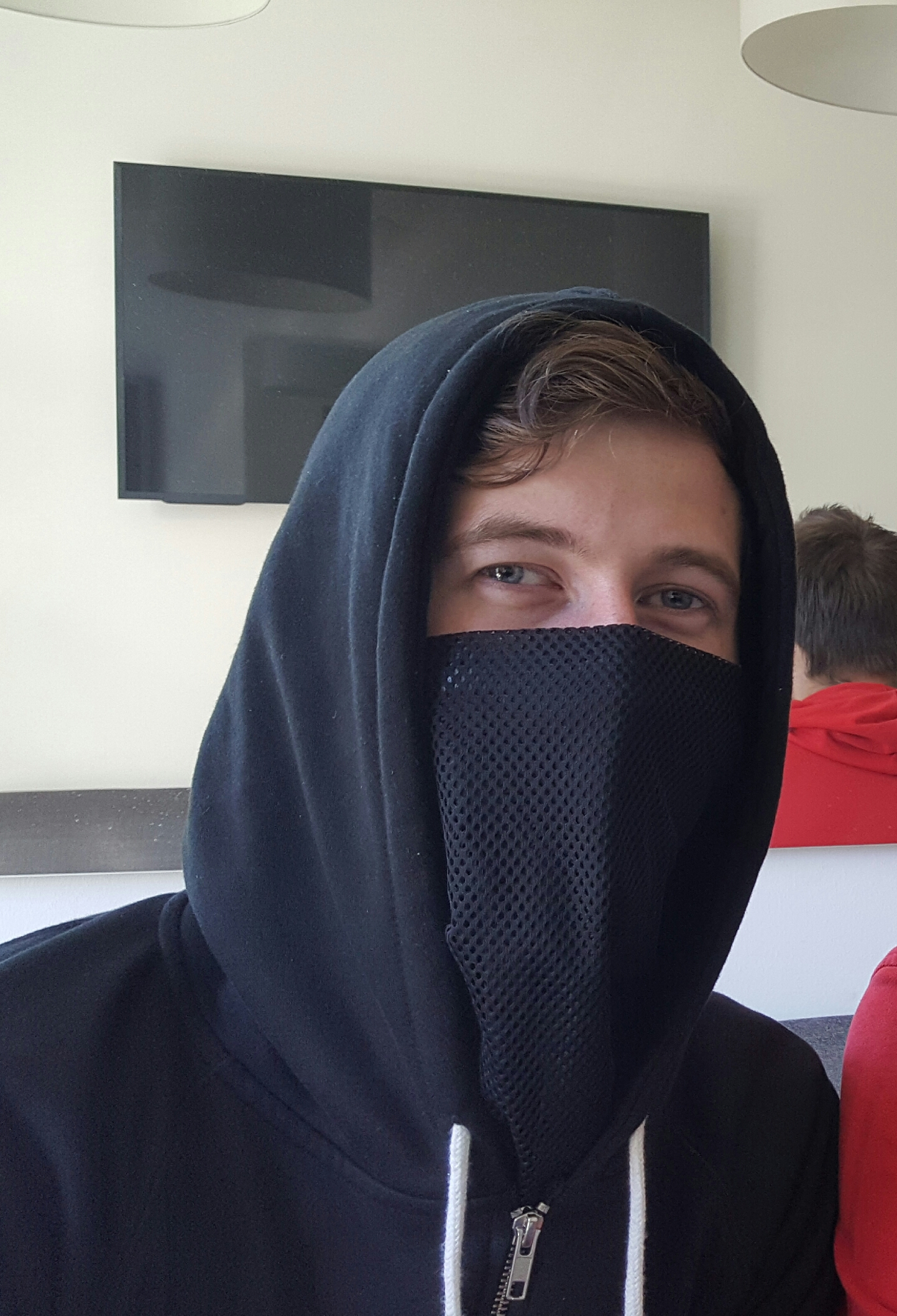
Alan Walker mixte das Lied erfolgreich ab

Der Alan-Walker-Remix ist ebenfalls im 4/4-Takt und mit 128 bpm gestaltet. Walker sagte zu dem Remix 

„Ich halte es immer für wichtig den Alan Walker Sound weiter zu entwickeln und versuche so viel Inspiration wie nur möglich aus der gesamten Musikindustrie zu nehmen und beispielsweise davon, wo sie sich gerade hinbewegt. Beim Produzieren versuche ich auf diesen Sound einen Einfluss zu haben. Ein gutes Beispiel dafür ist zum Beispiel mein Remix zu ‚Move Your Body‘ von Sia. Da habe ich versucht etwas Neues mit dem Alan Walker Sound zu machen und es war das erste Mal nach langer Zeit, dass ich einen Song produziert habe, der noch schneller ist als 120bpm.“

Neben den typischen Alan-Walker-Sounds sind grundlegende Charakterzüge der Electro- und Progressive-House-Musik erkennbar. Das aus dem Original bekannte Melodiesingen im zweiten Teil des Refrains wurde hierbei zur Bridge zum Drop verwendet.
Zum Single-Mix fällt in erster Linie auf, dass die Kick während der Strophen leiser gedreht wurde. Ebenfalls wurde ein neuer rhythmischer Effekt ergänzt und ein Piano ist zu hören. Auch sind im Refrain weitaus mehr Instrumente zu hören. Während des zweiten Teils des Refrain, wurde Sias Stimme mit einem Hallen unterlegt sowie das Echo verstärkt.
Der von Sia gesungene Text beschreibt, wie das lyrische Ich eine Person beobachtet, die sie als anziehend beschreibt. Es ist insbesondere auf die Art fokussiert, in der die Person sich bewegt und schmückt diese mit Vorstellungen aus, sich dem Rhythmus anzupassen und sich gemeinsam mit der Person in diesem zu bewegen. Die Phantasie wird mit der Aufforderung den Körper zu bewegen abgeschlossen.
| „Your body’s poetry, speak to me Won't you let me be your rhythm tonight? Move your body, move your body I wanna be your muse, your music Let the movement be the rhythm tonight Move your body, move your body“ – Refrain, Originalauszug | „Dein Körper ist Poesie, sprich mit mir. Wirst du mich heute Nacht nicht dein Rhythmus sein lassen? Beweg deinen Körper, beweg deinen Körper. Ich will deine Muse, deine Musik sein. Lass die Bewegung heute Nacht den Rhythmus sein. Beweg deinen Körper, beweg deinen Körper.“ – Refrain, Übersetzung |

## Liveauftritte
Die Live-Performances zu dem Lied liefen seither immer sehr ähnlich ab. Sia steht dabei etwas abseits mit einer großen Schleife auf dem Kopf, wie man es auch aus dem Musikvideos zu Cheap Thrills kennt. Auf der Bühne ist ein Tänzer und eine Tänzerin zu sehen, die zu dem Lied eine Choreographie ausüben. Auf einem Stuhl im Hintergrund sitzt ein zusammengesackter, regungsloser Mann, der lediglich gegen Ende der zweiten Strophe und kurz vor Beginn der Transition zum Refrain aufsteht und abgehackte Bewegungen ausführt. Das Licht flackert passend zur Musik in sehr gesättigten Farben, meist gelb und lila.

## Musikvideo

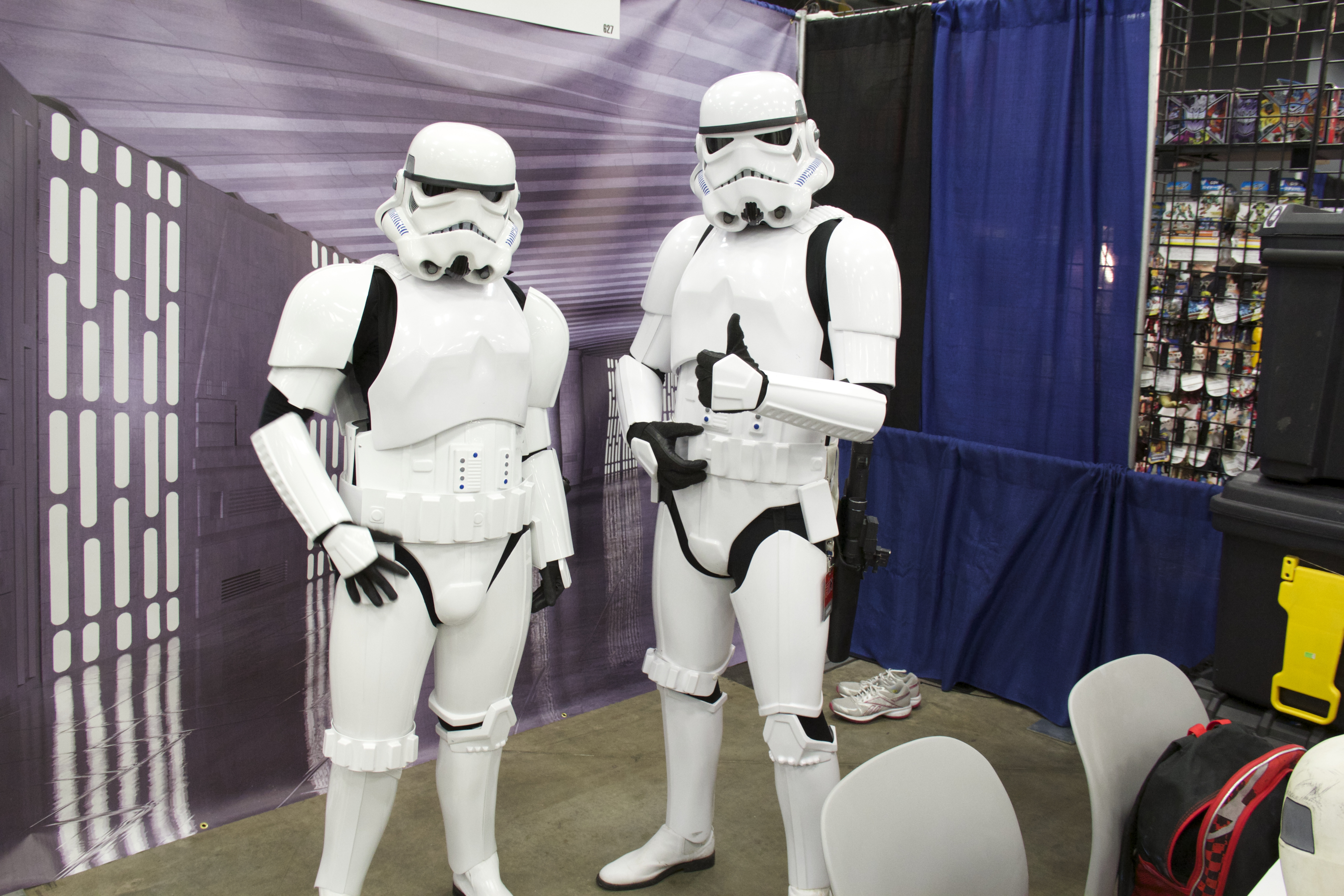
Die im Fan-Made-Video zusehenden Sturmtruppen

### Lyrikvideo
Ähnlich wie zu ihren letzten Veröffentlichungen wurde anfangs nur ein Lyrikvideo angekündigt. Jedoch erschien schon vor Veröffentlichung dessen ein Fan-Made-Video, das viel Aufmerksamkeit genoss. In diesem werden einige Stormtrooper, Charaktere aus dem Star-Wars-Universum gezeigt, die mit einem Ghettoblaster durch die Straßen ziehen und an verschiedenen Orten Choreographien absolvieren.
Das offizielle Lyrikvideo wurde am 12. Januar 2017 veröffentlicht. Dieses basiert auf dem Single-Mix und wurde oft als sehr nostalgisch beschrieben, da es im Jahre 1987 spielt. Es wurde innerhalb von einer Woche bereits mehrere Millionen Mal aufgerufen. In der Hauptrolle ist die, zu dem Zeitpunkt noch 8-jährige Lilliana Ketchman zu sehen, die gemeinsam mit Maddie Ziegler, die in Sias anderen Videos spielt, für die US-amerikanische Reality-Show Dance Moms vor der Kamera steht. Gedreht wurde es von Lior Molcho und produziert von Chen Biton.

### Musikvideo

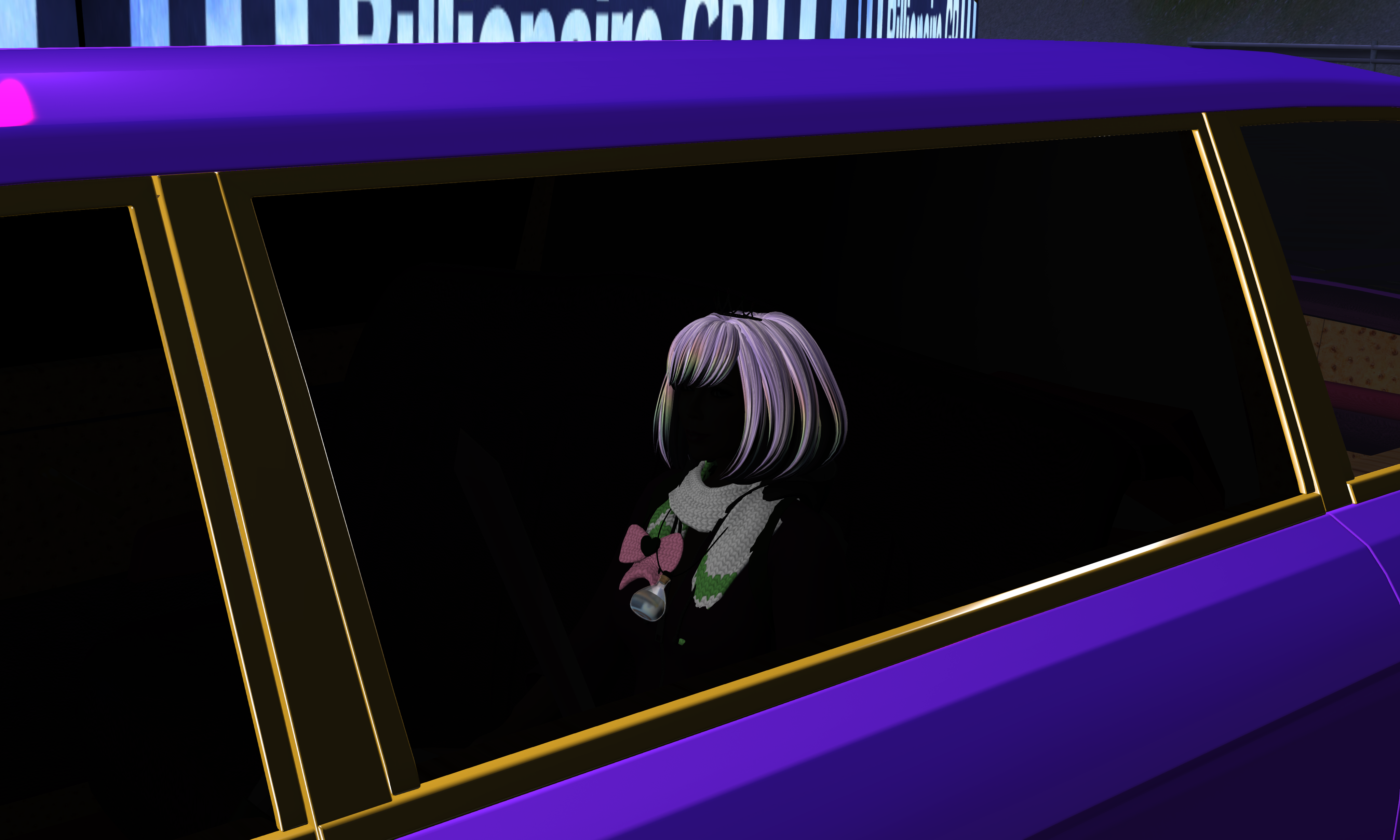
Sias Markenzeichen – ihr Bob – zu sehen als Fan-Art

Das Musikvideo spielt im Jahr 1987 in einer amerikanischen Mall. Es startet mit einem kleinen Mädchen, das den Sia-typischen schwarz-weißen Bob-Haarschnitt trägt und von ihrer Familie zu einem Fototermin mitgenommen wird. Während die Fotos geschossen werden, zerrt sie an der Hand ihrer Mutter, die sie am Arm fest hält. Sie reißt sich los und verschwindet im Requisitenraum. Nachdem sie sich eingekleidet hat, beginnt sie durch die Fotosets zu laufen und sowohl Crew, als auch die Darsteller zu verärgern. Jedoch erkennen diese nach kurzer Zeit ein schauspielerisches Talent in ihr und beginnen sich ihren Bewegungen und Tanzschritten für die weiteren Aufnahmen anzupassen und überreden auch ihren Eltern, die sie aus dem Verkehr ziehen wollten, sie für eine Reihe weiterer Fotos da zulassen. Zum Schluss hat sie alle Anwesenden zudem noch zum Tanzen animiert.

## Rezensionen
Die Reaktionen auf das Lied waren sehr gemischt. Alex McCown-Levy von der AV-Club schrieb:

„Move Your Body [Sia] versucht sich mit einer Straight-Up-Europop / Dance-Floor-Nummer, leidet damit aber an einem Mangel an Abhebung von der Masse. Es ist ein offensichtlicher Anwärter auf einen Club-Hit, aber es fühlt sich in dem Kontext auch ein wenig vorhersehbar und sicher an – tatsächlich angenehm, ja, aber zu berechnet, um dem Engagement jeglichen Sinn zu entnehmen, vergleichbar mit Robyn auf Autopilot.“

Carl Wilson von Billboard beschrieb den Song als „überwältigend“, während Lindsay Zolandz von „Vulture“ es für „den lächerlichsten Song aus dem Album“ hielt. „Idolators“ Kathy Iandoli argumentiert, dass das Lied „einen tapferen Versuch darstellt, Dinge auf leichterem Wege zum leuchten zu bringen.“, Kitty Empire, eine Schreiberin für „The Guardian“ sagte: „Mit Move Your Body ist nichts falsch, sofern man den Pop als böiger Taifun mag.“

## Kommerzieller Erfolg

### Chartplatzierungen
| ChartsChartplatzierungen     | Höchstplatzierung | Wochen |
| ---------------------------- | ----------------- | ------ |
| Australien (ARIA)            | 34 (5 Wo.)        | 5      |
| Vereinigtes Königreich (OCC) | 59 (8 Wo.)        | 8      |

### Auszeichnungen für Musikverkäufe
| Land/Region                  | Auszeichnungen für Musikverkäufe (Land/Region, Auszeichnung, Verkäufe) | Verkäufe  |
| ---------------------------- | ---------------------------------------------------------------------- | --------- |
| Dänemark (IFPI)              | Gold                                                                   | 45.000    |
| Deutschland (BVMI)           | Gold                                                                   | 200.000   |
| Frankreich (SNEP)            | Gold                                                                   | 75.000    |
| Italien (FIMI)               | Gold                                                                   | 25.000    |
| Mexiko (AMPROFON)            | Platin                                                                 | 60.000    |
| Neuseeland (RMNZ)            | Platin                                                                 | 30.000    |
| Polen (ZPAV)                 | 2× Platin                                                              | 100.000   |
| Schweden (IFPI)              | Gold                                                                   | 20.000    |
| Spanien (Promusicae)         | Gold                                                                   | 30.000    |
| Vereinigte Staaten (RIAA)    | Gold                                                                   | 500.000   |
| Vereinigtes Königreich (BPI) | Gold                                                                   | 400.000   |
| Insgesamt                    | 8× Gold · 4× Platin ·                                                  | 1.485.000 |

Hauptartikel: Sia (Sängerin)/Auszeichnungen für Musikverkäufe